# Daniel Bovie
Daniel Bovie (geboren als Danny Van Wauwe) is een Belgisch deejay en producer.
Van Wauwe begon zijn carrière in 1991 onder de namen Convert en Cubic 22. In 1998 en 1999 schreef hij voor Da Rick de nummers Attention en Rumble. In deze tijd schreef hij ook voor Technotronic de nummers Like This, The G-Train en The Mariachi met Ya Kid K. In 2000 richtte hij met 2 vrienden het houseproject The Moon op. Hierna zat hij nog in de projecten Decoy & Roy en No Dolls en schreef hij hits voor zangeres Roxane. Vanaf 2009 werd hij bekend onder de naam Daniel Bovie.

## Discografie

### Singles
| Single met hitnotering(en) in de Vlaamse Ultratop 50 | Datum van verschijnen | Datum van binnenkomst | Hoogste positie | Aantal weken | Opmerkingen                     |
| ---------------------------------------------------- | --------------------- | --------------------- | --------------- | ------------ | ------------------------------- |
| Stop Playing with My Mind (met Roy Rox)              | 2009                  | 07-02-2009            | 18              | 10           |                                 |
| Love Me (met Nelson Moraïs)                          | 2009                  | 16-05-2009            | 4               | 17           |                                 |
| Preacher (met Roy Rox vs. Haze)                      | 2010                  | 02-01-2010            | 44              | 1            |                                 |
| My Destiny (met Ricky Rivaro en Nelson Moraïs)       | 2010                  | 20-11-2010            | tip6            |              |                                 |
| Big Mountain (met Sandrine Van Handenhoven)          | 2010                  | 23-03-2013            | tip26           |              |                                 |
| Way Too Long                                         | 2014                  | 19-04-2014            | 50              | 1            |                                 |
| Goddamn                                              | 2016                  | 30-04-2016            | tip             |              |                                 |
| Got To Dance                                         | 2016                  | 24-09-2016            | tip             |              |                                 |
| A Man Good Enough (met JackJazz)                     | 2016                  | 22-10-2016            | tip             |              |                                 |
| Run All the Red Lights (met (Yves) Gaillard & Meds)  | 2019                  | 25-05-2019            | tip24           |              | als Bovie & Gaillard feat. Meds |